# 巴莫

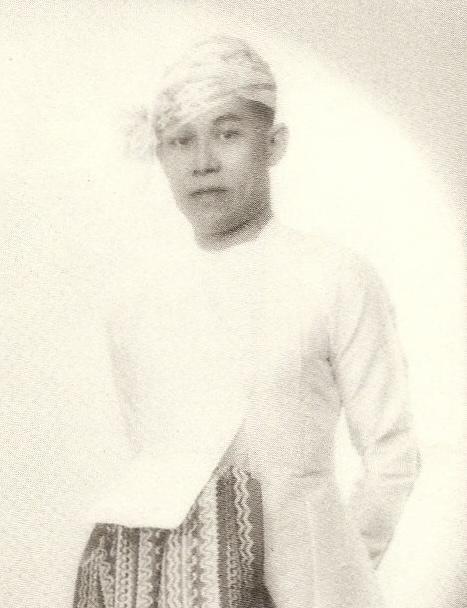
巴莫（1937年）

巴莫（1893年2月8日—1977年5月29日），緬甸的政治領導人與獨立運動家。

## 生平

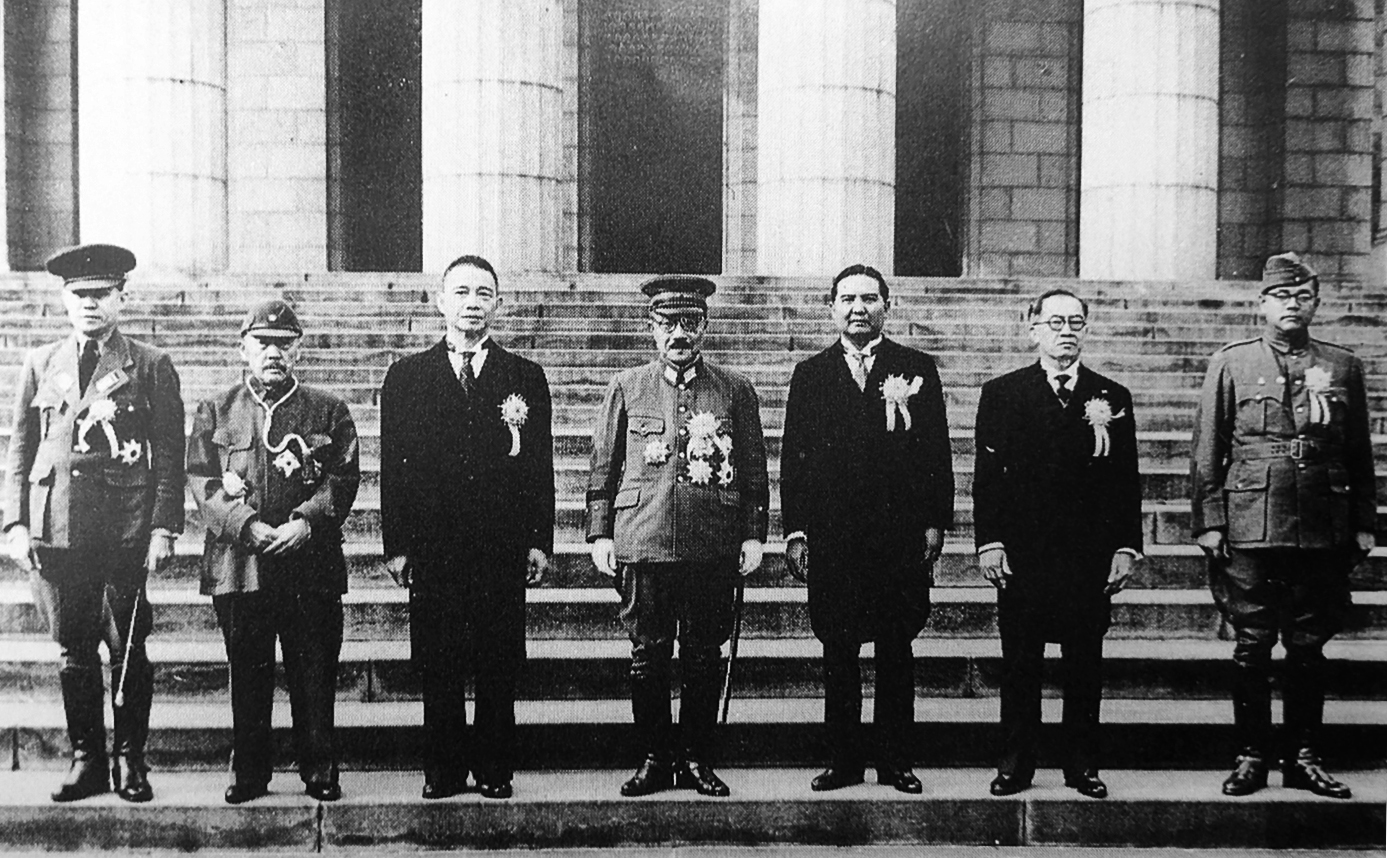
1943年11月5日参加大東亚会議的各国首脑。左起：巴莫、張景惠、汪兆銘、東條英機、旺·威泰耶康、何塞·帕西亞諾·勞威爾、苏巴斯·钱德拉·鲍斯

巴莫在1937年到1939年間擔任緬甸總理，並且持續與英國殖民當局不合作。1941年巴莫與日本合作，出任緬甸行政府長官；1943年8月巴莫宣布緬甸獨立，並對英國與美國宣戰；同年11月參與大東亞會議。巴莫在大東亞會議上表示「在我們長期的徬徨之中，把我們從荒野中拯救出來的國家，是東洋的領導者日本」。
但是1944年日本出現敗相時，巴莫改倒向英國；1945年5月日軍退出仰光。戰後，巴莫亡命日本新潟，直到1946年被特赦才回到緬甸。雖然巴莫一度回到政界，但是在軍政府成立之後，巴莫被逮捕，後來被釋放。1977年巴莫在仰光自宅過世。